# Голловей (Міннесота)
Голловей (англ. Holloway) — місто (англ. city) в США, в окрузі Свіфт штату Міннесота. Населення — 87 осіб (2020).

## Географія
Голловей розташований за координатами 45°14′36″ пн. ш. 95°54′24″ зх. д. / 45.24333° пн. ш. 95.90667° зх. д. (45.243308, -95.906592).  За даними Бюро перепису населення США в 2010 році місто мало площу 3,59 км², з яких 3,59 км² — суходіл та 0,00 км² — водойми.

## Демографія
Згідно з переписом 2010 року, у місті мешкали 92 особи в 50 домогосподарствах у складі 29 родин. Густота населення становила 26 осіб/км².  Було 58 помешкань (16/км²).
Расовий склад населення:
| - 100,0 % — білих |

До двох чи більше рас належало 0,0 %. Частка іспаномовних становила 0,0 % від усіх жителів.
За віковим діапазоном населення розподілялося таким чином: 13,0 % — особи молодші 18 років, 64,2 % — особи у віці 18—64 років, 22,8 % — особи у віці 65 років та старші. Медіана віку мешканця становила 53,0 року. На 100 осіб жіночої статі у місті припадало 104,4 чоловіків;  на 100 жінок у віці від 18 років та старших — 100,0 чоловіків також старших 18 років.
Середній дохід на одне домашнє господарство  становив 50 127 доларів США (медіана — 45 000), а середній дохід на одну сім'ю — 57 616 доларів (медіана — 63 750). За межею бідності перебувало 8,4 % осіб, у тому числі 16,7 % дітей у віці до 18 років та 9,1 % осіб у віці 65 років та старших.
Цивільне працевлаштоване населення становило 61 осіб. Основні галузі зайнятості: освіта, охорона здоров'я та соціальна допомога — 27,9 %, виробництво — 19,7 %, сільське господарство, лісництво, риболовля — 14,8 %, оптова торгівля — 13,1 %.